# Компанеец, Нина
Ни́на Компанеец (фр. Nina Companéez; 26 августа 1937, Булонь-Бийанкур, О-де-Сен — 9 апреля 2015, Париж) — французская актриса, сценарист и режиссёр.

## Биография
Младшая дочь Якова Компанейца, сценариста, украинского эмигранта еврейского происхождения. Начав карьеру в качестве сценаристки, она затем переключилась на режиссуру. В последние годы работала на телевидении.
Написала сценарий фильмов «Бенжамен, или Дневник девственника» и «Гусар на крыше». Была автором сценария и режиссёром исторического мини-сериала «Путь короля».

## Фильмография

### Режиссёр
- 1972 — Фостин и прекрасное лето / Faustine et le bel été
- 1973 — История про Колино-юбочника / L'histoire très bonne et très joyeuse de Colinot Trousse-Chemise
- 1977 — Как в рулетку / Comme sur des roulette
- 1977 — Синема 16 / Cinéma 16 (сериал, эпизод Tom et Julie (1977))
- 1978 — Один медведь не как другие / Un ours pas comme les autres (мини-сериал)
- 1979 — Синема 16 / Cinéma 16 (сериал, эпизод La muse et la Madone (1979))
- 1979 — Ночь и мгновение / La nuit et le moment (телефильм)
- 1979 — Женщины у моря / Les dames de la côte (мини-сериал)
- 1982 — Глава семьи / Le chef de famille (мини-сериал)
- 1983 — Два друга детства / Deux amies d'enfance (мини-сериал)
- 1989 — Большие перемены / La grande cabriole (мини-сериал)
- 1994 — Люблю тебя как раньше / Je t'aime quand même
- 1996 — Путь короля / L'allée du roi (мини-сериал, 2 эпизода)
- 1998 — La poursuite du vent (мини-сериал, 3 эпизода)
- 2001 — Пикник у Озириса / Un pique-nique chez Osiris (телефильм)
- 2002 — Песенка каменщика / La chanson du maçon (телефильм)
- 2008 — А вот и буря... / Voici venir l'orage... (мини-сериал, 3 эпизода)
- 2011 — В поисках утраченного времени / À la recherche du temps perdu (мини-сериал, 2 эпизода)
- 2014 — Королевский генерал / Le général du roi  (телефильм)

### Сценарист
- 1961 — Сегодня вечером или никогда / Ce soir ou jamais
- 1962 — Очаровательная лгунья / Adorable menteuse
- 1963 — Из-за, из-за женщины / À cause, à cause d'une femme
- 1963 — Квартира для девочек / L'appartement des filles
- 1964 — Девчушки / Les petites demoiselles (телефильм)
- 1964 — Счастливчик Джо / Lucky Jo
- 1966 — Украли Джоконду / Il ladro della Gioconda
- 1966 — Солдат Мартен / Martin Soldat
- 1967 — Нежные акулы / Zärtliche Haie
- 1968 — Бенжамен, или Дневник девственника / Benjamin ou Les mémoires d'un puceau
- 1969 — Прощай, Барбара / Bye bye, Barbara
- 1970 — Медведь и кукла / L'ours et la poupée
- 1971 — Рафаэль-развратник / Raphaël ou le débauché
- 1972 — Фостин и прекрасное лето / Faustine et le bel été
- 1973 — История про Колино-юбочника / L'histoire très bonne et très joyeuse de Colinot Trousse-Chemise
- 1977 — Как в рулетку / Comme sur des roulette
- 1978 — Один медведь не как другие / Un ours pas comme les autres (мини-сериал)
- 1979 — Синема 16 / Cinéma 16 (сериал, эпизод: La muse et la Madone)
- 1979 — Женщины у моря / Les dames de la côte (мини-сериал)
- 1982 — Глава семьи / Le chef de famille (мини-сериал)
- 1989 — Большие перемены / La grande cabriole (мини-сериал)
- 1994 — Люблю тебя как раньше / Je t'aime quand même
- 1994 — Прощальные розы / Adieu les roses (телефильм)
- 1995 — Гусар на крыше / Le Hussard sur le toit
- 1996 — Путь короля / L'allée du roi (мини-сериал, 2 эпизода)
- 1998 — La poursuite du vent (мини-сериал)
- 2001 — Пикник у Озириса / Un pique-nique chez Osiris (телефильм)
- 2002 — Песенка каменщика / La chanson du maçon (телефильм)
- 2008 — А вот и буря... / Voici venir l'orage... (мини-сериал, 3 эпизода)
- 2011 — В поисках утраченного времени / À la recherche du temps perdu (мини-сериал, 2 эпизода)
- 2014 — Королевский генерал / Le général du roi  (телефильм)

### Актриса
- 1968 — Бенжамен, или Дневник девственника / Benjamin ou Les mémoires d'un puceau (в титрах не указана)
- 1969 — Прощай, Барбара / Bye bye, Barbara (в титрах не указана)
- 1970 — Медведь и кукла / L'ours et la poupée (в титрах не указана)

### Монтажёр
- 1961 — Сегодня вечером или никогда / Ce soir ou jamais
- 1962 — Очаровательная лгунья / Adorable menteuse
- 1963 — Из-за, из-за женщины / À cause, à cause d'une femme
- 1964 — Счастливчик Жо / Lucky Jo
- 1966 — Солдат Мартен / Martin Soldat
- 1968 — Бенжамен, или Дневник девственника / Benjamin ou Les mémoires d'un puceau
- 1969 — Прощай, Барбара / Bye bye, Barbara
- 1970 — Медведь и кукла / L'ours et la poupée
- 1971 — Рафаэль-развратник / Raphaël ou le débauché